# Loqueffret
Loqueffret é uma comuna francesa na região administrativa da Bretanha, no departamento Finisterra. Estende-se por uma área de 26,75 km². Em 2010 a comuna tinha 358 habitantes (densidade: 13,4 hab./km²).